# Gaston Célarié
Gaston Célarié est un peintre français né le 9 mai 1854 à Los Angeles (États-Unis) et mort le 24 septembre 1931 à Montauban (Tarn-et Garonne).

## Biographie
Dans les années 1850, les parents de Gaston Célarié, Pierre Célarié et sa femme née Monier, d'origine montalbanaise, émigrent en Californie. Gaston Célarié voit ainsi le jour à Los Angeles le 9 mai 1854. En 1875, il sinstalle à Montauban.
Il entre à l'école des beaux-arts de Toulouse où il obtient plusieurs premiers prix. En 1879, il intègre l'École des beaux-arts de Paris et fréquente les ateliers de Jean-Léon Gérôme, Fernand Cormon et Jean-Paul Laurens.
Il est membre de la Société des artistes français à partir de 1883 et expose au Salon des artistes français entre 1885 et 1903, où il envoie des œuvres comme Portrait de grand-mère exposé en 1882 et Coin d’atelier exposé en 1903. Il voyage à Venise en 1887 et y peint plusieurs œuvres.
De retour à Montauban, il ouvre un atelier avenue de Bordeaux et y prodigue son enseignement du dessin et de la peinture. Parmi ses élèves, on retrouve des artistes régionaux comme Louis Popineau, Elie Clavel, Renaud de Vézins et Edmond Bernard.
Également passionné de musique, il joue de plusieurs instruments, notamment de la guitare, du violon et de l'harmonium. Il publie un recueil de partitions et compose des morceaux pour orchestre d'instruments à corde. Il crée la première école de musique de Montauban.
Gaston Célarié meurt à Montauban le 24 septembre 1931.

## Œuvres dans les collections publiques
- Montauban :
  - musée Ingres-Bourdelle :
    - Portrait de Rey, 1884, huile sur toile[3],[4] ;
    - Portrait de grand-mère, 1881, huile sur toile[5],[6].

  - église paroissiale Saint-Jean-Villenouvelle[7] : Vie de saint Jean-Baptiste, Sacré-cœur de Jésus, saints, saintes, anges, monument aux morts, dessins pour 15 verrières[8].

Œuvres de Gaston Célarié
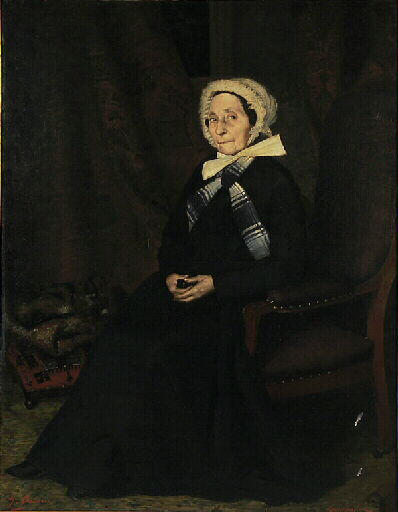
Portrait de grand-mère (1881), Montauban, musée Ingres-Bourdelle.
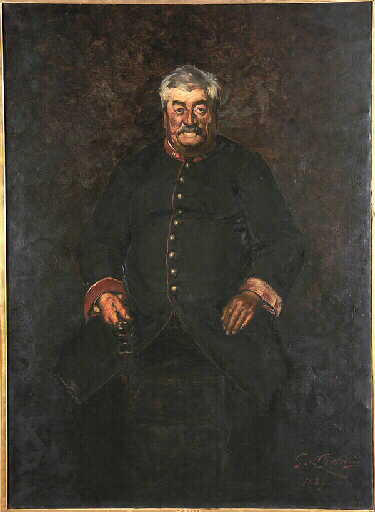
Portrait de Rey (1884), Montauban, musée Ingres-Bourdelle.

## Hommages
Une rue de Montauban porte son nom.